# Ватопеди (Халкидики)
Ватопеди (грч. Βατοπέδι) је насељено место у општини Полигирос у периферији Средишња Македонија, Грчка. Према попису из 2021. године било је 216 становника.
Насеље је некада било метох светогорског манастира Ватопед на коме је 1920. живело 84 житеља. Нешто касније ту је подигнуто ново насеље где је насељена 91 грчка избегличка породица, којих је на попису из 1928. године било 274.